# Luis Aldunate
Luis Aldunate Carrera (Santiago, 3 de mayo de 1842-Viña del Mar, 3 de abril de 1908) fue un político y abogado chileno.

## Biografía
Hijo de Ambrosio Aldunate y Carvajal y Rosa Carrera Fontecilla, nieto por parte de madre del héroe de la independencia, José Miguel Carrera.
Realizó su educación primaria y secundaria en el Instituto Nacional, luego estudia Derecho y Ciencias Políticas en Europa. Se graduó de abogado el 19 de diciembre de 1863.
Contrajo nupcias con Felicitas Echeverría Valdés en 1869, con quien tuvo cinco hijos.

## Actividad política
Fue secretario de la Intendencia de Santiago entre 1863 y 1865. Se le encomendó a Perú y redactó en Chincha Alta, las bases del pacto de alianza con Perú, extendido después a las repúblicas de Ecuador y Bolivia.
En 1886 fue a Estados Unidos como secretario de la Legación de Chile en Washington. En la ciudad de Nueva York redactó el periódico La Voz de América, fundado por Benjamín Vicuña Mackenna.
A su regreso, volvió a ser secretario de la Intendencia de Santiago (1867-1868). Militante del Partido Liberal, fue elegido diputado por San Fernando en 1876, reelecto al mismo cargo en 1879. En el período legislativo siguiente (1882), salió electo por el Departamento de Caupolicán.

## Labor ministerial
Ministro de Hacienda en 1881, bajo la administración de Domingo Santa María González; se desempeñó en este período, brevemente, en diferentes carteras ministeriales, como titular y subrogante. Ocupó el puesto de abogado de Chile en los Tribunales Arbitrales (1884). Fue precandidato liberal a la presidencia de Chile en 1886, pero fue escogido por la Convención de ese año a José Manuel Balmaceda Fernández.
En 1885 el gobierno de Guatemala lo había designado ministro plenipotenciario en Chile, honor que declinó al ser escogido Senador de la República (1885-1891), representando a la provincia de Tarapacá. En 1886 la reina de España, Isabel II, le concedió la gran cruz de la Orden de Isabel la Católica.
Durante los años 1895 y 1896 fue ministro del tribunal Anglo-Chileno. Se publicaron en un volumen los “Votos Especiales” que ha dado como árbitro de Chile.

## Obras
Sus obras publicadas son: Finanzas revueltas, Desde nuestro observatorio, Indicaciones de la balanza comercia, Algunas rectificaciones necesarias y Cartas de actualidad.
| Precedido por: José Alfonso Cavada             | Ministro de Hacienda 1881-1882              | Sucedido por: Pedro Lucio Cuadra     |
| Precedido por: José Manuel Balmaceda Fernández | Ministro de Relaciones Exteriores 1882-1884 | Sucedido por: Aniceto Vergara Albano |